# Bob Gruen
Bob Gruen (Nova Iorque, 1945) é um fotógrafo estado-unidense, mais conhecido por suas fotografias de rock 'n' roll.
Gruen nasceu na cidade de Nova Iorque, em 1945. Ele começou a fotografar as estrelas do rock com Bob Dylan e trabalhou também como fotógrafo pessoal de John Lennon, durante a sua estadia em Nova Iorque. Gruen é bastante conhecido pela fotografia de Lennon usando uma camisa de Nova Iorque e óculos escuros. A famosa sessão de fotos, feita na manhã de sábado de 06 de dezembro de 1980, seria a última de Lennon com o fotógrafo, pois o músico seria tragicamente morto dois dias depois. Bob Gruen fotografou também artistas como Supla, Eric Clapton, Jerry Garcia, Led Zeppelin, Sean Lennon, KISS, Elton John, Suzi Quatro, The New York Dolls, Patti Smith, The Clash, Ramones, Blondie, David Bowie, o cantor brasileiro Supla, Sex Pistols, Yoko Ono, Joe Strummer, The Who e, mais tarde, o Green Day.

## Obras
- John Lennon - The New York Years (2005), ISBN 978-1584794325
- The Clash (2004), ISBN 978-1903399347
- The Rolling Stones - Crossfire Hurricane (1997), Genesis Publications
- The Sex Pistols: Chaos (1990), ISBN 978-0711921214
- "Rockers: The Exhibit" (2008)